# Ернст II фон Мансфельд-Фордерорт

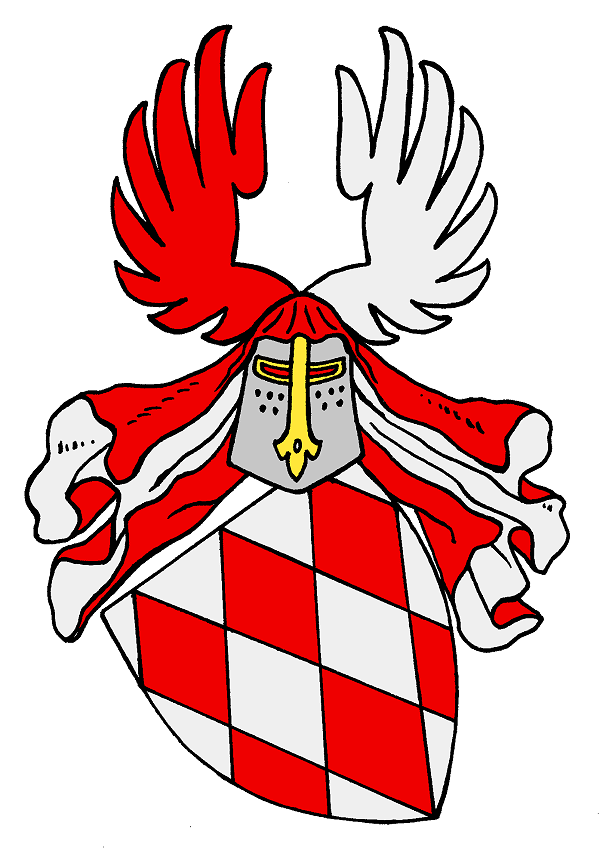
Герб Дому Мансфельдів

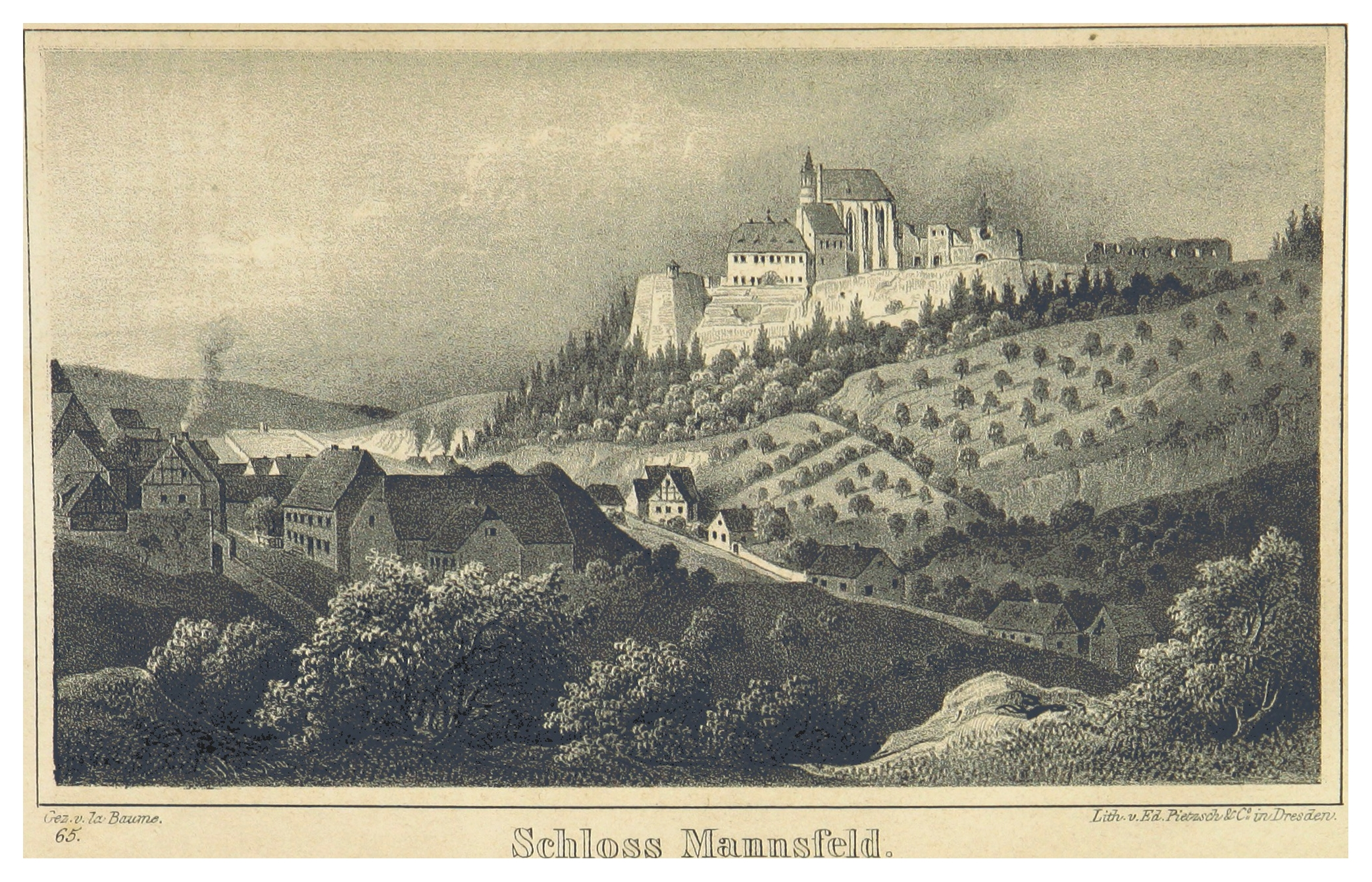
Палац Мансфельдів

Ернст II фон Мансфельд-Фордерорт (Ernst II von Mansfeld-Vorderort; 6 грудня 1479 р. — 9 травня 1531, Артерн, Тюрингія) — граф роду Мансфельд-Фордерорт (1484—1531).
Він був сином графа Альбрехта III фон Мансфельда-Фордерорта (пом. 1484) і його дружини Сусанни фон Бікенбах (пом. 1530), дочки Конрада VII фон Бікенбах-Гогенберга (пом. 1483) і графині Агнес фон Нассау-Вісбаден (близько 1426—1485). Вона була дочкою графа Адольфа II фон Нассау-Вісбаден-Ідщайн (1386—1426) та маркграфині Маргарети фон Баден (1404—1442).
Ернст II фон Мансфельд-Фордерорт був командувачем армією герцога Саксонії. Він помер 9 травня 1531 року в місті Альтерн (Тюрингія) у віці 51 року і був похований у церкві св. Андреаса в Айслебені, де також поховані його дружини Барбара фон Кверфурт (1511) та Доротея фон Сольм-Ліх (1578).

## Родина
У Ернста II загалом було двадцять двоє дітей.
Ернст II одружився в 1500 році у Кверфурті з Барбарою фон Кверфурт (приблизно 1485 — 23 січня 1511), дочкою Бруно IX фон Кверфурта (1495). Друга дружина — Бригіта фон Штольберг (1468—1518), дочкою графа Генріха IX фон Штольберга (1511) та Маргарети фон Мансфельд (1469). У них були діти:
- 3 дочки
- Катерина (1 жовтня 1501—1535), вийшла заміж у 1517 за герцога Філіпа I фон Брауншвайг-Грубенгагена (1476—1551)
- Філіп II фон Мансфельд-Борнщет (1502 — 9 липня 1546), одружений 26 лютого 1536 з бургграфинею Амалію фон Лайзніг (1508—1569)
- Крістоф (1503 — 26 серпня 1535)
- Агнес (18 грудня 1504—1570), одружена з бургграфом Георгом III фон Лайзнігом (1496—1531)
- Варвара (1505—1529), вийшла заміж у 1524 за графа Ульріха X фон Регенштейна-Бланкенбурга «Младі» (1499—1551)
- Амалія (бл. 1506—1557), вийшла заміж близько 1521 року за Генріха XIII Ройса цу Грейца (1535)
- Ернст III (пом. 1531)
- Амалія (1506? — 1554)

Ернст II одружився вдруге 14 червня 1512 року із графинею Доротеєю фон Зольм-Ліх (25 січня 1493 — 8 червня 1578), дочкою графа Філіпа фон Зольмс-Ліха (1468—1544) і графині Адріани фон Ханау-Мюнценберг (1470—1524). У них були діти:
- Доротея (1519 — 23 квітня 1550), вийшла заміж 25 грудня 1547 за фрайгера Георга I фон Шьонбурга-Глаухау (1529—1585), сина фрайгера Ернста II фон Шьонбурга-Вальденбурга (1486—1534) та його дружини бургграфині Амалії фон Лайзніг (1508—1560)
- Йоганн Георг I фон Мансфельд-Айзлебен (1515 — 14 серпня 1579), граф Мансфельд-Айзлебен, одружений у 1541 році з Катериною фон Мансфельд-Хінтерорт (1520/1521 — 26 травня 1582), дочкою графа Альбрехта VII фон Мансфельд-Хінтерорт (1481—1560) та Анни фон Хонштейн-Клетенберг (пом. 1559)
- Анна (пом. 26 липня 1542), вийшла заміж у 1529 за графа Бертольда XVI фон Хеннеберга-Ромхільда (1497—1549), сина графа Германа VIII фон Хеннеберга-Ромхільда (1470—1535)
- Єлизавета (бл. 3 травня 1516 — 26 березня 1541), одружена 27 січня 1539 у Дрездені з герцогом Фридрихом Саксонським (1504—1539)
- Петер Ернст I фон Мансфельд-Фрідебург (12 серпня 1517 — 23 травня 1604), іспанський фельдмаршал, одружений уперше з Маргаретою фон Бредероде (пом. 1554), вдруге — 27 січня 1539 р. з Марією де Монморансі (пом. 1570 р.), втретє — з Анною фон Бенцерат
- Йоганн Альбрехт VI фон Мансфельд-Арнштейн (5 лютого 1522 — 8 липня 1586), одружений уперше 29 травня 1552 в Арнштадті з Магдалиною фон Шварцбург-Бланкенбург (1530—1565), вдруге — 30 січня 1570 р. з Катериною фон Гляйхен-Бланкенхейн (1548—1601)
- Йоганн Хоєр II фон Мансфельд — Фордерорт-Артерн (1525 — 26 березня 1585), одружений 16 лютого 1556 в замку Мансфельд із Мартою фон Мансфельд (нар. бл. 1536), дочкою графа Альбрехта VII фон Мансфельда-Хінтерорта (1481—1560) та Анни фон Гонштейн-Клетенберг (1559)
- Йоганн Ернст I фон Мансфельд-Фордерорт-Хельдрунген (1527 — 25 вересня 1575), одружився із Сарою фон Мансфельд-Хінтерорт (1537—1565), дочкою графа Альбрехта VII фон Мансфельд-Хінтерорт (1481—1560) і Анни фон Хонштайн-Клетенберг (1559)
- Йоганн Ґебхард I (бл. 1524 — 2 листопада 1562), архієпископ Кельнський (1558—1562)
- 3 дітей